# Lolozirugi
Lolozirugi is een bestuurslaag in het regentschap Nias Barat van de provincie Noord-Sumatra, Indonesië. Lolozirugi telt 1277 inwoners (volkstelling 2010).